# Sri Madhopur
Sri Madhopur là một thành phố và khu đô thị của quận Sikar thuộc bang Rajasthan, Ấn Độ.

## Nhân khẩu
Theo điều tra dân số năm 2001 của Ấn Độ, Sri Madhopur có dân số 28.480 người. Phái nam chiếm 53% tổng số dân và phái nữ chiếm 47%. Sri Madhopur có tỷ lệ 66% biết đọc biết viết, cao hơn tỷ lệ trung bình toàn quốc là 59,5%: tỷ lệ cho phái nam là 77%, và tỷ lệ cho phái nữ là 55%. Tại Sri Madhopur, 16% dân số nhỏ hơn 6 tuổi.